# 洪江强
洪江强（1965年2月—），福建龙海人，中国人民解放军中将。
洪江强在军校学习时，曾参加1984年国庆阅兵。毕业后长期在陆军第31集团军服役，曾任排长，连指导员，营教导员，团长，防空旅旅长，集团军后勤部部长。2015年，历任第31集团军参谋长、副军长。2015年9月3日，在纪念中国人民抗日战争暨世界反法西斯战争胜利70周年大会阅兵式中，与林向阳同时担任夜袭阳明堡“战斗模范连”英模部队方队的将军领队。2017年3月，调任新组建的陆军第79集团军副军长。2018年7月，升任陆军第74集团军军长。2021年8月升任东部战区副司令员兼参谋长。
2015年7月晋升少将军衔，2021年8月晋升中将军衔。